# Barcelona Open 2025
Barcelona Open 2025 a fost un turneu de tenis masculin care s-a jucat pe terenuri cu zgură în aer liber. A fost un turneu de nivel ATP 500 al sezonului 2025. S-a desfășurat la Real Club de Tenis Barcelona, în Barcelona, Spania, în perioada 14–20 aprilie 2025.

## Campioni

### Simplu
Pentru mai multe informații consultați Barcelona Open 2025 – Simplu

### Dublu
Pentru mai multe informații consultați Barcelona Open 2025 – Dublu

## Puncte și premii în bani

### Distribuția punctelor
| Probă  | C   | F   | SF  | QF  | Runda 2 | Runda 1 | Q   | Q2  | Q1  |
| Simplu | 500 | 325 | 195 | 108 | 32      | 1       | 25  | 13  | 1   |
| Dublu  | 500 | 325 | 195 | 108 | 1       | N/A     | N/A | N/A | N/A |

### Premii în bani
| Probă  | C         | F         | SF        | QF       | Runda 2  | Runda 1  | Q2       | Q1      |
| Simplu | 535.185 € | 285.435 € | 148.065 € | 77.305 € | 40.735 € | 22.305 € | 11.900 € | 3.565 € |
| Dublu* | 187.320 € | 99.900 €  | 50.540 €  | 25.280 € | 13.080 € | N/A      | N/A      | N/A     |

*per echipă